# Musa ochracea
Musa ochracea är en enhjärtbladig växtart som beskrevs av Kenneth Ronald Shepherd. Musa ochracea ingår i släktet bananer, och familjen bananväxter.
Artens utbredningsområde är Assam (Indien). Inga underarter finns listade i Catalogue of Life.